# رنو ۱۴
رنو ۱۴ (Renault ۱۴) خودرویی است که در سال‌های ۱۹۷۶ تا ۱۹۸۳در فرانسه و بلژیک تولید شده‌است.
این خودرو در کلاس خودرو کامپکت قرار گرفته، طراحی آن خودروهای موتور جلو-محور جلو بوده طول آن در حالت طبیعی ۴٬۰۲۵ میلیمتر (۱۵۸٫۵ اینچ)، عرض آن در حالت طبیعی ۱٬۶۲۴ میلیمتر (۶۳٫۹ اینچ) و ارتفاع آن در حالت طبیعی ۱٬۴۰۵ میلیمتر (۵۵٫۳ اینچ) است. 